# Часничник дубовий
Часничник дубовий (Marasmius prasiosmus (Fr.) Fr.) — гриб з родини Marasmiaceae. Гриб класифіковано у 1838 році.

## Будова
Шапка до 4 см у діаметрі, вохристо-бура або коричнювато, при висиханні вицвітає до жовтувато-білуватої. Пластинки брудно-жовтуваті, потім коричнюваті, вузькі, густі. Спори 7-10 Х 4-5 мкм. Ніжка 2-7,5 Х 0,15-0,4 см, рудувата, потім коричнево, іноді бурувато-червона, тонкоповстиста, біля основи шерстисто-волосиста. М'якуш білуватий, з сильним запахом часнику.

## Поширення та середовище існування
В Україні поширений на Поліссі. Росте у дубових та мішаних лісах, на опалому дубовому листі; у жовтні — листопаді.

## Практичне використання
Їстівний гриб. Використовують свіжим, про запас сушать.

## Зовнішні зображення
- Грибы на букву -Ч-

| Гриб | Це незавершена стаття з мікології. Ви можете допомогти проєкту, виправивши або дописавши її. |